# ジオドン
ジオドン（英語: diodone）は、尿路造影で使われる放射線造影剤である。通常はジエタノールアミンとの塩として使用される。